# Zimányi Lajos
Zimányi Lajos István (Kemenec, 1748. december 25. – 1805. február 10.) kegyestanítórendi pap és tanár.

## Élete
1766-ban lépett a piarista rendbe. 1768–1769-ben Privigyén tanított mint próbaéves tanár, 1769–1771-ben pedig Nagykárolyban. Ott tovább folytatta filozófiai és teológiai tanulmányait. 1774-ben szentelték pappá Nagyváradon.
Ezután poézist és matematikát tanította Nyitrán egy évig, majd Pesten három évig. 1782–1784 között Vácott a Theresianumban adta elő a logikát, metafizikát és etikát. 1785–1786-ban ismét Pesten tanított és rendfőnöki titkárként dolgozott. 1787–1790 között Trencsénben volt igazgató, majd házfőnök. 1791–1799 között Nyitrán teológiai tanár és igazgató, majd ugyanilyen minőségben működött 1800–1801-ben Kalocsán, 1801–1802-ben pedig Veszprémben. 1803-ban a székesfehérvári püspök a szemináriumba nevezte ki a teológia tanárának, amikor szélütés miatt Privigyére vonult vissza nyugalomba.

## Művei
- Poeseos Nitriensis Epicedion. Nyitra, 1777.
- Ode ad diem Junii 25. 1780., quum introducta in regiam Budensem scientiarum universitas statueretur (Ad inauguratam r. sc. universitatem Budensem cz. kiadványban). Pest, 1780.
- Zimanii Steph. Lud. carminum libri IV. Vác, 1784.
- Calculi sublimioris una cum usu ejusdem multiplici institutio, Pest; 1784.
- Ad Id. Junias 1785. H. és év n.
- Funus Sigismundi Orosz ab angelo custode praepositi per Hungariam et Transsilvaniam scholarum piarum provincialis. H. n., 1792.
- Epicedion ad solemnes exequias Illustr. b. Elisabethae Haller de Hallerstein. Nagyszombat, 1797.
- Elegia, A. R. P. praepositi scholarum piarum provincialis... Kalocsa, 1800.
- Oratio de laudibus Excell. Ill..ac rev. Dni Josephi Bajzáth de Pészak, episcopi Weszprimiensis... Veszprém, 1802.
- Deo optimo maximo eucharisticon ad solennem in seminarium Albae Regiae institutum. H. n., 1802.